# John Hegarty (académicien)
 (avril 2023).
Si vous disposez d'ouvrages ou d'articles de référence ou si vous connaissez des sites web de qualité traitant du thème abordé ici, merci de compléter l'article en donnant les références utiles à sa vérifiabilité et en les liant à la section « Notes et références ».
John Hegarty est un physicien et universitaire irlandais. Il est 43e prévôt du Trinity College de Dublin de 2001 à 2011.

## Biographie
Il est né à Claremorris, dans le comté de Mayo, et fait ses études au St Colman's College. Il est titulaire d'un BSc en physique/chimie/mathématiques/philosophie du St Patrick's College, Maynooth, d'un HDipEd également de Maynooth et d'un doctorat de l'University College Galway.
Après un séjour postdoctoral à l'Université du Wisconsin à Madison, il est chercheur scientifique aux Bell Labs, New Jersey pendant six ans. Il retourne en Irlande en 1986 en tant que professeur de physique des lasers au Trinity College. Produisant plus de 140 publications et développant un certain nombre de brevets, il est cofondateur d'Optronics Ireland et de la société universitaire Eblana Photonics. Il est membre de l'Académie royale d'Irlande, de la Société américaine de physique, de l'Optical Society of America, de l'Institute of Electronic and Electrical Engineers et Fellow de l'Institute of Physics.
Avant de devenir prévôt, Hegarty est doyen de la recherche et chef du département de physique.
Hegarty est marié à Neasa Ní Chinnéide, présidente du Bureau européen pour les langues moins utilisées et ils ont deux enfants, Cillian et Ciarán.